# امتويلقة

تعديل مصدري - تعديل

امتويلقة هي إحدى قرى عزلة جيشان بمديرية جيشان التابعة لمحافظة أبين، بلغ تعداد سكانها 261 نسمة حسب تعداد اليمن لعام 2004.